# Allgemeine SS
Allgemeine SS (ASS), auch Allgemeine-SS (A-SS), war seit dem 14. Dezember 1934 offizielle Bezeichnung jenes Teils der Schutzstaffel der NSDAP (SS), der seinen Dienst weiterhin freiwillig, unentgeltlich und unbewaffnet tat.
Das heißt, ihre Angehörigen gingen, bis auf die hauptamtlichen SS-Führer, die Vollzeitbeschäftigte der SS waren und von dieser entlohnt wurden, bürgerlichen Berufen nach.
1939 erreichte die Allgemeine SS mit mehr als 260.000 Angehörigen den Höhepunkt ihres Vorkriegsbestands. Während des Zweiten Weltkrieges (1939–1945) dienten rund sechzig Prozent ihrer Angehörigen (etwa 160.000) in der Wehrmacht (Heer, Luftwaffe, Kriegsmarine) und rund 36.000 in den Reihen der Waffen-SS.

## Etymologie
Die Bezeichnung Allgemeine SS kam verstärkt im Spätsommer und im Herbst 1934 auf. Offiziell eingeführt wurde sie durch einen von Heinrich Himmler verfassten Geheimbefehl vom 14. Dezember 1934, mit der alle unbewaffneten Teile der SS bezeichnet wurden, die weder zur Verfügungstruppe noch zu den Totenkopfverbänden sowie zum Sicherheitsdienst des Reichsführers SS (SD) gehörten.

## Synonyme
Die Allgemeine SS wurde umgangssprachlich auch als Politische SS, Schwarze SS sowie als Heimat-SS bezeichnet. Verklärend wurde auch von Himmlers schwarzem Orden gesprochen, was sich auf die „Ordensregeln der SS“ und deren schwarzen Uniformen ableiten ließ.
„Politische SS“ wurde sie informell genannt, da sie eine politische Gliederung der NSDAP war. Den Namen „Heimat-SS“ trug sie, weil jene Angehörigen, die nicht im Kriegsgeschehen eingebunden waren, im heimatlichen Standortdienst usw. eingesetzt waren. Der Begriff „Schwarze SS“ leitet sich wie der Begriff „schwarzer Orden“ von den üblicherweise im Standort- und Außendienst getragenen schwarzen Uniformen ab.
Bei den kasernierten SS-Verbänden (Verfügungstruppe, Totenkopfverbände) dagegen wurde die schwarze Uniform für den täglichen Gebrauch rasch ersetzt, da sie dafür als ungeeignet angesehen wurde. Die Verfügungstruppe begann, nach dem militärischen Vorbild der Wehrmacht, erdgraue Uniformen einzuführen, die noch wie die schwarzen Uniformen geschnitten waren. Die Totenkopfverbände führten dagegen für den Lagerdienst erdbraune Uniformen ein, was sie als SS-Sonderverband erscheinen ließ. Die schwarzen Uniformen wurden von den kasernierten Verbänden nur noch bei Paraden und im Standortdienst verwendet.
Die Allgemeine SS war also strikt von der bewaffneten SS und vom SD zu unterscheiden.

## Unterstellungsverhältnis
1934–1936 war die Allgemeine SS der Reichsführung SS in München zentral unterstellt, wo sie dem SS-Amt bzw. dem SS-Hauptamt zugeordnet war. Infolge der Machtausweitung von Himmlers Kompetenzen durch die Übernahme der Polizei in den deutschen Ländern nahm er in einem Befehlsentwurf zum 9. November 1936 eine Reorganisation der drei Schutzstaffelteile vor: Die in den SS-Oberabschnitten bis zur Standartengröße organisierten regionalen Einheiten von Allgemeiner SS, SS-Verfügungstruppe und der SS-Totenkopfverbände wurden nun in den Dienststellen der SS-Oberabschnittsführer zusammengefasst, da er dort die SS als regionaler Stellvertreter des Reichsführers SS Himmler agierte.
Ab dem 15. August 1940 war die Allgemeine SS zum einen dem im SS-Führungshauptamt angesiedelten Kommandoamt der Allgemeinen-SS, zum anderen der Hauptabteilung A I 1d im SS-Hauptamt zugeordnet.

## Größenentwicklung
Als Heinrich Himmler am 6. Januar 1929 die SS übernahm, umfasste diese 280 aktive SS-Männer. Bis Jahresende 1929 wurde sie auf 1000 Mann aufgestockt. Ab 1931 wurden die Zehnerstaffeln offiziell fallen gelassen und so wuchs die SS bis September 1932 auf rund 49.000 aktive Angehörige an. Nach Adolf Hitlers Ernennung zum Reichskanzler, hatte die SS Ende des Jahres 1933 bereits 209.000 Angehörige. Bei Kriegsausbruch verzeichnete die Allgemeine SS rund 236.000 Angehörige. Ihren Höchstbestand wies die Allgemeine SS Ende 1941 mit über 271.000 Mitgliedern auf. Im Juni 1944 zählte sie noch 264.000 Angehörige.

## Verhältnis zu anderen SS-Verbänden
Die Allgemeine SS galt damals wie heute als Mutterorganisation aller der Schutzstaffel unterstellten und/oder abgeleiteten SS-Organisationen. Sie führte die Tradition der 1925 begründeten SS weiter, geriet jedoch mit Ausbruch des Zweiten Weltkrieges immer mehr in die politische Bedeutungslosigkeit. Am 20. April 1940 wurden etwa 10.000 ihrer hauptamtlichen SS-Führer, die einem der bestehenden SS-Hauptämter zugeordnet waren, der Waffen-SS überstellt.
Das Organisationsbuch der NSDAP aus dem Jahr 1943, das im Übrigen das letzte seiner Art war, beschreibt die Allgemeine SS wie folgt:

„Allgemeine SS
Das Gebiet des Großdeutschen Reiches ist in zur Zeit 18 Oberabschnitte unterteilt, wozu noch je ein SS-Oberabschnitt im Gebiet der Niederlande und in Norwegen und zwei im bisherigen russischen Westgebiet kommen, sowie den selbständigen und unmittelbar unterstellten SS-Abschnitt im Protektorat Böhmen-Mähren. Die räumliche Begrenzung der SS-Oberabschnitte erfolgt nach bestimmten vom Reichsführer SS gegebenen Richtlinien.

Dem Führer des SS-Oberabschnitts stehen innerhalb seines Stabes für seine in den Rahmen der SS fallenden Arbeiten zur Verfügung:
Der Stabsführer der Allgemeinen SS für die Aufgaben der Allgemeinen SS.
Der SD.-Führer des SS-Oberabschnittes für die Aufgaben des Reichssicherheitsdienstes.

Der Führer im Rasse- und Siedlungswesen im SS-Oberabschnitt für die Aufgaben des Rasse- und Siedlungswesens.
In der Untergliederung der SS-Oberabschnitte unterstehen diesen je nach Größe ihres Gebietes 2 bis 4 SS-Abschnitte (zur Zeit 44 ohne Böhmen-Mähren). Unmittelbar dem SS-Oberabschnitt unterstellt sind die SS-Reiterstandarten (z. Z. 21) sowie die SS-Nachrichten-Sturmbanne (z. Z. 16) und die SS-Pionier-Sturmbanne (z. Z. 10).

Unter einem zum Stab des SS-Oberabschnittes gehörigen Inspekteur der Stammabteilung ist in jedem SS-Oberabschnitt eine Stammabteilung gebildet, in der die alten, nicht mehr voll dienstfähigen SS-Angehörigen zusammen gefasst sind. Diese Stammabteilungen sind in Stammabteilungsbezirke eingeteilt, die jeweils das Gebiet einer der unterstellten SS-Standarten umfassen und die in diesem Bezirk ansässigen, zur Stammabteilung gehörigen Männer betreuen. Die Führer dieser Stammabteilungen sind den zuständigen Standarten zugeteilt.

Innerhalb der Gebiete der SS-Abschnitte stehen unter Führung von SS-Standartenführern je 2 bis 4 Fuß-Standarten (z. Z. 125, davon 2 im Protektorat Böhmen-Mähren), die in je 3 Sturmbanne zu je 4 SS-Stürmen gegliedert sind.

In den SS-Stürmen ist eine Unterteilung in Züge vorgenommen, die wiederum aus mehreren Scharen bestehen. Den SS-Standarten zugeteilt ist ein Musikzug, während bei jedem SS-Sturmbann ein Spielmannszug und eine Sanitätstaffel stehen. Dem SS-Abschnitt unmittelbar unterstellt sind ferner die in dessen Bereich stehenden SS-Kraftfahrstürme (z. Z. 40) und SS-Sanitätsstürme (z. Z. 39) […]“

## Eintritt, Austritt, Entlassung, Ausschluss und Ausstoß
„Mitgliederauslese:
[…] Die Erkenntnis vom Werte des Blutes und Bodens ist richtungsweisend für die Auslese in der Schutzstaffel. Jeder Staffelmann muss vom Sinn und Wesen der nationalsozialistischen Bewegung tief durchdrungen sein. Er wird weltanschaulich und körperlich vorbildlich ausgebildet, damit er einzeln und im Verband im entschlossenen Kampf um die nationalsozialistische Weltanschauung erfolgreich eingesetzt werden kann.
Nur die blutsmäßig besten Deutschen sind für diesen Kampfeinsatz tauglich. Deswegen ist es notwendig, daß in den Reihen der Schutzstaffel unaufhörlich Auslese gehalten wird, erst grob, dann immer feiner.
Diese beschränkt sich aber nicht nur auf die Männer, denn ihr Zweck ist die Erhaltung der Sippe. […] Treue, Ehre, Gehorsam und Tapferkeit bestimmen das Handeln des Staffelmannes. Seine Waffe trägt die vom Führer verliehene Inschrift:‚Meine Ehre heißt Treue!‘ Beide Tugenden sind unauslöslich miteinander verbunden. Wer hiergegen verstößt, ist unwürdig geworden, der Schutzstaffel anzugehören.“

Seit dem 15. Oktober 1934, als Folge des sogenannten Röhmputsches und der Ausgliederung der Schutzstaffel aus der „Gesamt-SA“ mussten Kandidaten eine Reihe von Bedingungen erfüllen, um als SS-Bewerber (SS-würdig, über die Aufnahme in die SS noch nicht entschieden) aufgenommen zu werden.
Vor 1933 reichte es schon aus, wenn ein Kandidat seinen Aufnahme- und Verpflichtungsschein (AV-Schein) ausgefüllt beim zuständigen SS-Sturm abgab, sich eine schwarze Uniform kaufte und am „SS-Dienst“ teilnahm.
Nach Abgabe des AV-Scheines, der Abgabetag galt als Eintrittstag in die SS, wurde der Kandidat für die „rassische Musterung“ vorgemerkt (Mannschafts-Untersuchungs-Liste, kurz Mula). Vor einer aus SS-Ärzten bestehenden Musterungskommission wurde er nach körperlichen und rassischen Kriterien untersucht und dementsprechend eingestuft. Zudem hatte er einen Lebenslauf, ein polizeiliches Führungszeugnis und einen Ahnennachweis bis zu den Großeltern einzureichen. Hatte er die Hürde der Aufnahmeüberprüfung erfolgreich bestanden, wurde er zum 9. November mit der Vereidigung auf Adolf Hitler (Führereid) als Bewerber in die Allgemeine SS übernommen, wo er eine Anwartschaft von 1 ½ Jahren zu bestehen hatte. Die ersten sechs Monate galten hierbei als Probe- und Bewährungszeit, in der der Bewerber (oder Anwärter) jederzeit selbst wieder aus der SS austreten oder vom zuständigen Sturmführer entlassen werden konnte, wenn es sich herausstellte, dass der Bewerber/Anwärter letztendlich für den SS-Dienst ungeeignet war. Ausschlüsse und Ausstöße konnte zudem Heinrich Himmler als Reichsführer SS jederzeit aussprechen, wenn ein Bewerber/Anwärter vorsätzlich oder grob fahrlässig gegen die „Ordensgesetze der SS“ handelte. Der Bewerber hatte bis zum 1. Oktober das SA-Sportabzeichen in Bronze und das Reichssportabzeichen zu erwerben.
Nach drei Monaten, zum 30. Januar hin, wurde dem Bewerber ein vorläufiger SS-Ausweis unter Zuteilung einer SS-Nummer ausgehändigt, welcher ihn zum Anwärter machte.
Am 1. Oktober rückte der Anwärter zum Reichsarbeitsdienst ein, der die zweijährige Wehrpflicht folgte. In dieser Zeit wurde er in den Mitgliederlisten der Allgemeinen SS als SS-Zugehöriger geführt. Nach der Ableistung des Reichsarbeitsdienstes und der Wehrpflicht kehrte der Anwärter, sofern er sich nicht für eine Laufbahn als Berufssoldat in der Wehrmacht oder der Waffen-SS entschied, zur Allgemeinen SS zurück. Nach einer entsprechenden Beurteilung durch die Wehrmacht oder der Waffen-SS und durch Ablegung des Sippeneides wurde er nach Ablauf 18 Monaten zum SS-Mann ernannt, indem ihm am 9. November auf dem Reichsparteitag die SS-Seitenwaffe („SS-Dolch“) verliehen wurde. Entschied sich der Anwärter für den Berufssoldatenstand, wurde er „ehrenvoll“ aus der SS entlassen.

## Interne Gliederung und Führerkorps
1937 bestand das Führerkorps der Allgemeinen SS aus:
1. Aktiven SS-Führern, die in den Oberabschnitten, Abschnitten, Standarten und Sturmbannen leitende Funktionen hatten.
2. Zugeteilten SS-Führern bei Stäben des Reichsführers-SS, den drei Hauptämtern, den Oberabschnitten und den Abschnitten. Ihnen waren bis zur Einstellung der SS-Ehren- und Rangführerschaften zur besonderen Verwendung die Ehren- und Rangführer zugeordnet.
3. SS-Führer in der Stammabteilung und
4. SS-Führer zur besonderen Verwendung.

Im Herbst 1934 standen 120 SS-Führer zur Verfügung, hatten keine Verwendung, kaum mehr Karrierechancen. Nur wenige gelang die Rückkehr in den aktiven Dienst, so zum Beispiel dem ersten Sturmbannführer der SS, vom Dezember 1927, Johann Beck.
1938/1939 sind für die gesamte SS 13818 Führer verzeichnet, 39 standen davon zur Verfügung. 20 SS-Führer sind von sich aus ausgeschieden wegen Übertritt zur Wehrmacht, weitere 56 auf eigenen Antrag. Himmler entließ damals 56 SS-Führer, 54 wurden entlassen, 52 ausgeschlossen, darunter die SS-Oberführer Heinrich Höflich und Hermann Behme, und 24 ausgestoßen, u. a. der KZ-Mann Josef Elkemann-Reusch, SS-Nr. 444.

## SS-Ehren- und Rangführer zur besonderen Verwendung
Außer den oben aufgeführten SS-Führern, die in den Stäben und Einheiten aktiven Dienst leisteten, gab es auch SS-Männer, denen auf besondere Veranlassung vom Reichsführer-SS Himmler ein SS-Führerdienstgrad zuerkannt wurde und die einem Stab zugeordnet wurden, ohne aktiven Dienst zu leisten. Diesen Personenkreis nannte man „SS-Ehren- und Rangführer zur besonderen Verwendung“.

## Beförderungen, Ernennungen (Stellenbesetzungen)
Die Beförderungen in der Allgemeinen SS wurden 1937 (und darüber hinaus) wie in der SA, dem NSKK oder dem NSFK, aber auch analog zur Praxis in der SS-Verfügungstruppe oder den SS-Totenkopfverbänden gehandhabt:
1. Die Beförderung zum SS-Gruppen- und SS-Obergruppenführer nahm Adolf Hitler als „Oberster Führer der Schutzstaffel“ nach Vorschlag des Reichsführers SS Himmler vor.
2. Die Beförderungen vom SS-Untersturmführer bis zum SS-Brigadeführer erfolgten durch den Reichsführer SS nach Bearbeitung durch die Personalkanzlei.
3. Die Chefs der drei Hauptämter nahmen Beförderungen in Vertretung des RFSS bis zum SS-Hauptsturmführer vor.
4. Der jeweilige Oberabschnittsführer nahm dagegen Beförderungen zum SS-Hauptscharführer vor.
5. Beförderungen zum SS-Oberscharführer erfolgten durch die betreffenden Abschnittsführer.
6. Die Beförderungen zum SS-Unterscharführer und zum SS-Scharführer nahm der entsprechende Standartenführer vor.
7. Die Ernennung zum SS-Sturmmann und SS-Rottenführer erfolgte durch den zuständigen Führer der Standarte.
8. Zum SS-Mann wurde ein Anwärter nach Ableistung seiner Arbeits- und Wehrpflicht jeweils am 9. November eines jeden Jahres unter Verleihung des SS-Dolches.

Die Beförderung erfolgte in der Allgemeinen SS allgemein durch Vorschlag durch den nächsten Vorgesetzten des zur Beförderung Vorgesehenen. So wurde ein Führer eines Sturms durch den Führer des Sturmbanns, dieser durch den Führer der Standarte, dieser wiederum durch den Führer des Abschnitts usw. vorgeschlagen. Der Beförderungsvorschlag wurde unter Beilage aller erforderlichen Unterlagen dem SS-Hauptamt/Personalamt zugeleitet. Dort wurden im SS-Personalamt bzw. in der Personalkanzlei RFSS die eingereichten Vorschlagslisten nach den SS-Richtlinien bearbeitet und dann zu bestimmten Terminen dem Reichsführer-SS oder den Chefs der Hauptämter zur Entscheidung und Genehmigung vorgelegt. Als Hauptbeförderungstermine galten der 30. Januar (Tag der „Machtergreifung“), der 20. April (Hitlers Geburtstag), die Veranstaltungstage des Reichsparteitags sowie der 9. November (der missglückte „Hitlerputsch“).
Die Besetzung von Führerstellen in den verschiedenen SS-Einheiten erfolgte vom Führer eines Sturmbannes aufwärts durch die persönliche Verfügung Heinrich Himmlers. Die Bestätigung in der Dienststellung erfolgte durch das SS-Personalamt; Verwaltungsführer und SS-Ärzte wurden nach Prüfung auf fachliche Eignung durch den Verwaltungschef-SS bzw. durch den Reichsarzt-SS ebenfalls nach Verfügung des RFSS durch das SS-Personalamt bestätigt. Nach der Umwandlung des SS-Personalamtes in das SS-Personalhauptamt (1939) oblag diesem die Bestätigung der Stellenbesetzungen.

## Uniformierung

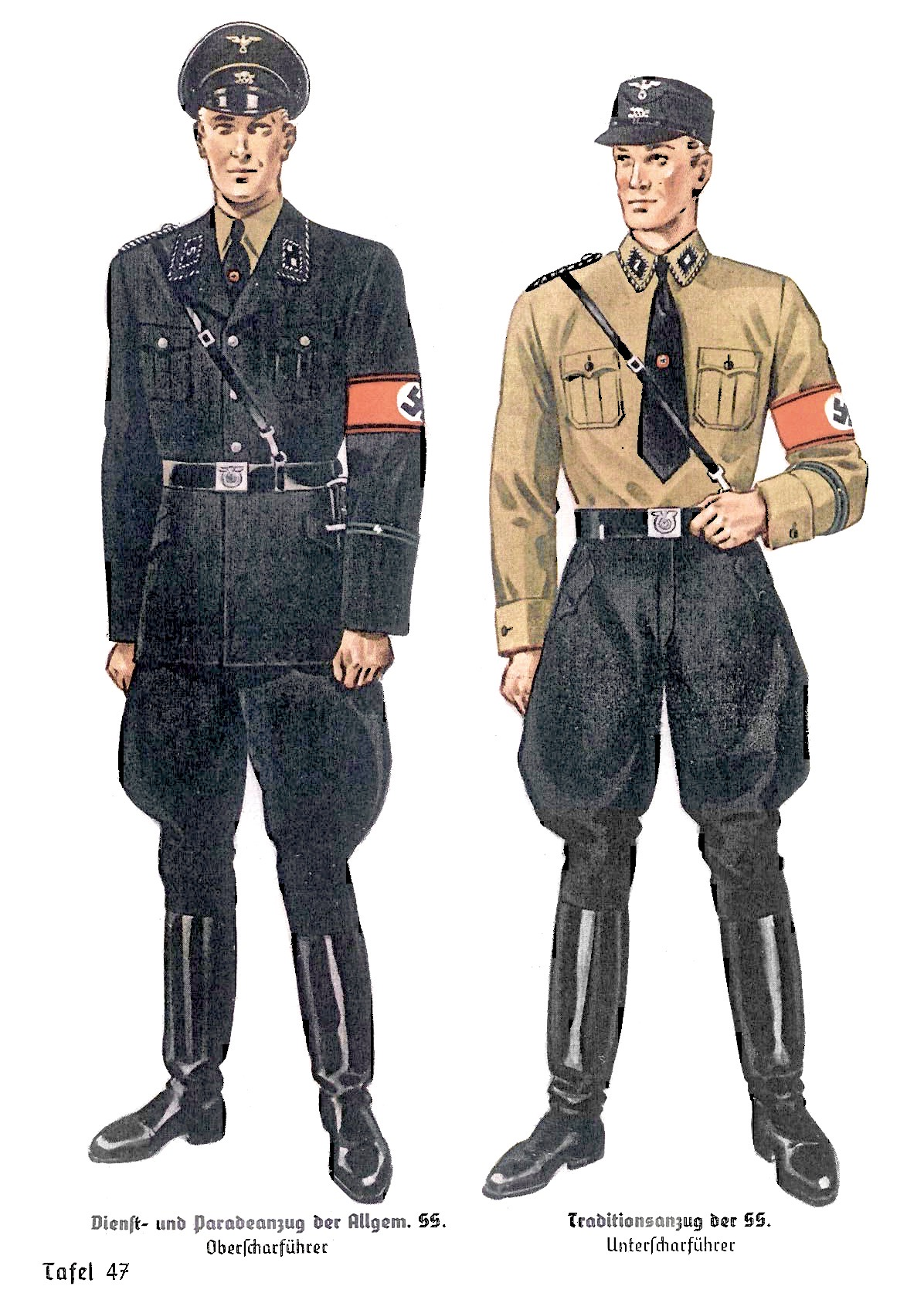
SS-Dienst- und Paradeanzug (links) und Traditionsanzug der Allgemeinen SS.

### Allgemeines
Die Allgemeine SS trug seit ihrer Etablierung als eigenständige SS-Formation die 1932 eingeführten schwarzen Uniformen nebst den dazugehörigen Abzeichen und Insignien.
SS-Bewerber trugen mit Ausnahme der Hakenkreuzarmbinde und den SS-Insignien an der Mütze (Hoheitsabzeichen der NSDAP, Totenkopf) keinerlei Abzeichen, das heißt, weder Sturmbänder, Kragenspiegel oder Kragenschnüre.
SS-Anwärter hingegen war es ab 1938 erlaubt, neben Hakenkreuzarmbinde und einer Kragenschur auch Kragenspiegel ohne Paspelierung zu tragen.
SS-Männer trugen zur Uniform den SS-Dolch als „Ehrenwaffe“, SS-Führer den SS-Degen. Mit Ausnahme dieser Seitenwaffen war es den Angehörigen der Allgemeinen SS nicht erlaubt, Waffen zu tragen.
Den Angehörigen der Allgemeinen SS war es seit 1935 erlaubt, auch schwarz lackierte Stahlhelme des Modells M16 und RZM30 sowie passendes Sturmgepäck zur schwarzen Uniform zu tragen, wenn sie Teil einer sogenannten „Aufmarsch-SS“ waren und an Propagandamärschen usw. teilnahmen.
Ab März 1938 wurde es den hauptamtlichen SS-Führern der Allgemeinen SS gestattet, die aktuellen Uniformen der Waffen-SS zu tragen. Auf diesen wurden bis 1945 beidseitig die schmalen Schulterschnüre der Allgemeinen SS getragen.

### Kennzeichen der Unterscheidung von anderen SS-Verbänden
Das wesentliche Kennzeichen der Allgemeinen SS zur Unterscheidung von anderen SS-Verbänden war, dass ihre Einheiten auf den Einheitsspiegeln weder die SS-Runen noch das Totenkopfsymbol trugen. Erstere waren das Symbol für die SS-Verfügungstruppe und der Leibstandarte SS Adolf Hitler, Letzteres das Symbol für die SS-Totenkopfverbände.
Die Einheitsspiegel der Allgemeinen SS zeichneten sich dadurch aus, dass auf ihnen die Nummer der Standarte angezeigt wurde, der ein SS-Mann angehörte, die in arabischen Ziffern angegeben wurde.
Mitglieder der Gruppenstäbe in den Oberabschnitten oder den jeweiligen Abschnitten der SS-Struktur wiesen entweder leere Einheitsspiegel auf, die Oberabschnitt wurde auf dem Ärmelband dargestellt oder führten den Abschnitt in römischen Ziffern auf dem Einheitsspiegel.

### Kennzeichen von Sondergliederungen der Allgemeinen SS
Stabsangehörige der SS-Sanitätsabteilung führten einen Äskulapstab im Einheitsspiegel, zudem wies ein Schriftzug auf dem Ärmelband (San.-Abt. Süd) auf die Zugehörigkeit der jeweiligen SS-Abteilung hin. Sanitätsführer in den Abschnitten wiesen auf dem Einheitsspiegel neben dem Äskulapstab auch die römische Ziffer des betreffenden Abschnittes auf.
Angehörige der Reiter-SS wiesen sich ab 1934 durch 2 überkreuzte Lanzen (ursprüngliche Kennzeichnung bis 1934 „R“) als Mitglieder einer berittenen Abteilung aus. Angehörige der Nachrichten-, Pionier- und Motorstaffeln dagegen durch ein Blitz-Symbol (bis 1934 „N“), überkreuzte Hacken und Spaten (bis 1934 „P“) oder durch ein lateinisches M vor der Nummer der Standarte.

### Tragen des Parteiabzeichens
SS-Angehörige, die Mitglied in der NSDAP waren, trugen das einfache Parteiabzeichen stets auf dem Binder, etwa eine Daumenbreite vom Knoten entfernt. Jenen, denen das Goldene Parteiabzeichen verliehen wurde, trugen dieses in der großen Ausführung beim Dienstrock und beim Diensthemd auf der linken Brusttasche oberhalb etwa vorhandener an der Brusttasche getragener Orden und Ehrenzeichen.

## Gliederung (seit dem 17.August 1938)
Die Organisationsstruktur der Allgemeinen SS war hierarchisch streng nach dem nationalsozialistischen Führer- und Gefolgschaftsprinzip ausgerichtet, an dessen oberster Stelle der „Oberste Führer der Schutzstaffel“ Adolf Hitler stand. Regional war sie vertikal ausgerichtet.
Bereits am 9. November 1936 hatte Reichsführer SS Heinrich Himmler eine „Neuordnung der Befehlsverhältnisse der Gesamt-SS“ durchgeführt, in zur Zeit verstärkter Mobilmachungsplänen seinerseits, zur Folge hatte, dass der regionale und lokale SS-Vertreter (SS-Oberabschnittsführer und SS-Abschnittsführer) die Gesamt-SS in seinem Geschäftsbereich vertrat. So unterstanden vor allem den Oberabschnittsführern alle regionalen SS-Standarten, SS-Pionier-, SS-Motor- und SS-Nachrichteneinheiten sowie die ihnen zugeordneten Standarten der Reiter-SS (soweit dort vorhanden). Aber es war von Himmler vorgesehen worden, dass sie auch bei Bedarf über Truppenteile der SS-Verfügungstruppe (Katastrophenfälle, Veranstaltungen und/oder Parade sowie zur „Niederschlagung“ möglicher kommunistischer Revolten) zurückgreifen konnten. Theoretisch hatten sie auch Zugriff auf die SS-Totenkopfverbände des Theodor Eicke, de facto waren ihnen aber diese KZ-Wachen seit dem 1. April 1936 entzogen worden.
Die Organisationsstruktur der Allgemeinen SS wies von oben nach unten folgende Gliederung auf:
- Oberster SS-Führer (Adolf Hitler)

- Reichsführer SS (Heinrich Himmler)

- SS-Oberabschnitt

- SS-Abschnitt

- SS-Standarte

- SS-Sturmbann

- SS-Sturm

- SS-Trupp

- SS-Schar

- SS-Rotte

- SS-Mann

Orientierten sich die SS-Oberabschnitte zwischen 1936/37 und 1938/39 an den politischen Grenzen der jeweiligen Länder, so wurden aufgrund der Militarisierung weite Teile der Schutzstaffel mit den Wehrkreisen der Wehrmacht konform gebracht.

### Altersklassen
Die Allgemeine SS als solches gliederte sich zudem in folgende Subgruppen, die aus diversen Altersklassen gebildet wurden:
- Aktive SS (18–35 Jahre)

- Aktive SSI (18–25 Jahre)
- Aktive SSII (25–35 Jahre)

- Reserve-SS (35–45 Jahre)
- SS-Stammabteilung (45+ Jahre)

## Disziplinarwesen
Bis zum Sommer 1934 unterstanden Angehörige der Schutzstaffel der Ehrengerichtsordnung der Sturmabteilung der NSDAP, welche von Ernst Röhm entwickelt wurde. Doch bereits im Juni 1933 hatte Himmler eigenmächtig ein SS-Gericht gegründet, das bis Juli 1935 eine Dienststelle innerhalb des damaligen SS-Amtes darstellte. Von 1935 bis 1939 war das SS-Gericht dem Persönlichen Stab Reichsführer-SS zugeteilt, bis es zum eigenständigen SS-Hauptamt aufgestuft wurde. Denn schon 1933 war Himmler bemüht gewesen, seine SS einer Sondergerichtsbarkeit zu unterstellen.
Nach der Entmachtung der SA gingen die NS-Juristen davon aus, dass die Sondergerichtsbarkeit der NS-Kampfverbände nun ad acta gelegt worden seien. Dieses traf zwar für die SA zu, aber nicht für die nun aus dieser herausgelösten SS: Deren Forderung nach einer solchen stellte im Mai 1935 die Oberabschnittsführung Südost. Denn „[o]berstes Ziel für jeden Führer“ müsse „stets sein, dass die Untersuchung, Verfolgung und Bestrafung eines SS-Angehörigen Sache der SS“ sei.
Im Juni 1939 erfolgte die Einrichtung des Hauptamtes SS-Gericht und bereits am 17. Oktober erfolgte die Einführung der eigenständigen SS- und Polizeigerichtsbarkeit. Für die Allgemeine SS hatte diese jedoch keinerlei Bedeutung, war die SS- und Polizeigerichtsbarkeit doch auf die hauptamtlichen SS-Führer und auf jene SS-Männer ausgerichtet, die an der Front standen oder in der Polizei dienten. „Normale“ SS-Männer unterstanden weiterhin der im Februar 1933 eingeführten Dienststraf- und Beschwerdeordnung der Schutzstaffel der NSDAP.
Diese gab den betroffenen SS-Führern diverse Bestrafungen als explizite „Erziehungsmittel“: einfache, verschärfte oder strenge Verweise, ein zeitlich begrenztes Uniformverbot oder ein zeitlich begrenztes Verbot des Tragens von SS-Insignien. Hinzu kam ein Arrest in milder Form bei voller Verpflegung, der bis zu dreißig Tagen dauern konnte oder ein Arrest in verschärfter Form bei Wasser und Brot, der bis zu vierzehn Tagen dauern konnte, wenn geeignete, SS-eigene „Arrestlokale“ zur Verfügung standen. Darüber hinaus gab die Dienst- und Beschwerdeordnung den SS-Führern das Mittel der Degradierung und der Suspendierung von bis zu sechs Monaten.
Letzte Konsequenz stellte der Ausschluss aus der Schutzstaffel dar, der bei „groben Vergehen“ ausgesprochen wurde. Bei einem „ehrenrührigen Vergehen“ erfolgte der Ausstoß des Betroffenen durch den Reichsführer-SS Heinrich Himmler. So wurde allein 1937 in der Allgemeinen SS 2425 Ausschlüsse und 192 Ausstöße ausgesprochen.
Einen besonderen Schutz innerhalb der Verfügungstruppe besaßen SS-Angehörige, die über eine der ersten 15.000 vergebenen SS-Nummern verfügten. Bei „geringen Verfehlungen“ sollten diese „ältesten SS-Männer“ nach dem Willen des Reichsführers mit Samthandschuhen angefasst und nicht entlassen werden. Denn der Ausstoß würde ein Ansehensverlust der Gesamt-SS bedeuten.
Bis zur Einführung dieser Gnadenregel bestand seit dem 12. Juni 1935 eine eiserne Richtlinie, die vom SS-Hauptamt festgelegt wurde. So galt grundsätzlich: SS-Männer, die aufgrund Verfehlungen in der SS-Verfügungstruppe unehrenhaft entlassen wurden, besaßen keinen Anspruch mehr auf Rückführung und Wiedereinsetzung in die Allgemeine SS. Diese wurden auch dort ausgestoßen und aus allen Mitgliederlisten gestrichen. Das heißt, wer aus der Verfügungstruppe unehrenhaft entlassen wurde, dem folgte das gleiche in der Allgemeinen SS. Eventuelle Wiedereingliederungen solcher SS-Angehörige in eine SS-Stammabteilung mussten durch einen Untersuchungsausschuss geprüft und genehmigt werden. Letztendliche Entscheidung einer Wiedereinstellung lag jedoch beim SS-Hauptamt.

## Hitlers Geheimerlass über die gegenseitige Abgrenzung der gemeinsamen Aufgaben zwischen SS, Polizei und Wehrmacht
„Von den drei Schutzstaffeln sind die SS.-Verfügungstruppe und die SS.-Totenkopfverbände mit leichten und schweren Infanteriewaffen, die Allgemeine SS. nur mit Dolch ausgestattet. […]“

Als der Reichsführer SS Heinrich Himmler am 17. Juni 1936 zum Chef der Deutschen Polizei ernannt wurde, drängte dieser ranghohe Polizeiangehörige der Allgemeinen SS beizutreten. Diesen wurde über eine Dienstgradangleichung ihrem Polizeidienstgrad ein entsprechender SS-Rang in Aussicht gestellt.
Am 17. August 1938 stellte Reichskanzler Adolf Hitler in einem Geheimerlass die Aufgabenbereiche der SS, der Wehrmacht und der Polizei fest. Zum Rechtsstatus der Allgemeinen SS hieß es, als politische Gliederung der Nationalsozialistischen Deutschen Arbeiterpartei sei die SS grundsätzlich unbewaffnet.
Das bedeutete für die Schutzstaffel in ihrer Gesamtheit, dass diese als integraler Teil der NSDAP für ihre gestellten Aufgaben auch keinerlei militärische Ausbildung und Gliederungen bedürfe. Von dieser Regelung waren die bereits aufgestellten und kasernierten Sonderverbände, die SS-Junkerschulen und die verstärkten SS-Totenkopfstandarten ausgenommen.

„III. Die Allgemeine SS.

Alle übrigen, vorstehend unter I und II nicht aufgeführten Angehörigen der allgemeinen, also unbewaffneten SS stehen der Wehrmacht im Kriegsfalle nach den Bestimmungen des Wehrgesetzes zur Verfügung.

In Anbetracht jedoch der besonderen innerpolitischen Aufgaben, die die SS in enger Verbindung mit der Deutschen Polizei im Mob.Fall zu lösen hat, bestimme ich :

1.) Der Stab des Reichsführers-SS, die Stäbe der drei Hauptämter (SS-, SD- und RuS-Hauptamt), die SS-Oberabschnittsstäbe und SS-Abschnittsstäbe bleiben im Kriegsfalle für Aufgaben polizeilicher Art bestehen. Ihre Stärke, die auf das notwendigste Mass zu beschränken ist, regelt der Reichsführer-SS. Die für diese Stäbe vorgesehenen SS-Angehörigen sind im Kriegsfall für den genannten Zweck von der Verwendung in der Wehrmacht zurück-zustellen.

2.) Alle im Besitz der SS befindlichen Bekleidungs- und Ausrüstungsstücke, Kraftwagen, Waffen, Munition und sonstiges Gerät unterliegen im Mob.Fall den gesetzlichen Bestimmungen, soweit sie nicht für die Aufstellung der vorstehend unter I–III aufgeführten bewaffneten SS-Einheiten und Stäbe erforderlich sind.“

Ferner standen die Angehörigen der Allgemeinen SS im Kriegsfall der Wehrmacht zur Verfügung und verrichteten ihren Wehrdienst in der Wehrmacht.
Für besondere „innenpolitische Aufgaben polizeilicher Natur“ sollten die Verbindungen der Allgemeinen SS zur Polizei bestehen bleiben. Für diese Zwecke seien die entsprechenden Personen vom Wehrdienst freizustellen.

## Aufgaben im Kriegsfall
Durch den Geheimerlass vom 17. August 1938 wurde auch die Einbeziehung der Allgemeinen SS im Kriegsfalle festgelegt. So hatten Angehörige der Allgemeinen SS bei Eintritt in die SS-Verfügungstruppe keinen Anspruch, dort in ihrem erreichten SS-Dienstgrad eingesetzt zu werden. SS-Anwärter der Allgemeinen SS wurden dort beispielsweise als SS-Staffel-Anwärter der SS-VT und SS-Männer und Unterführer als SS-Männer der SS-VT eingestellt, sofern diese bereits militärische Erfahrungen aufwiesen.
Einen wesentlichen Kernpunkt dieses Geheimerlasses Hitlers in Bezug auf die Allgemeine SS bildet der Punkt SS-Totenkopfverbände. In einem Nachfolgeerlass vom 18. Mai 1939 bestimmte er, dass die Verstärkung der SS-Totenkopfverbände durch Angehörige der Allgemeinen SS der Jahrgänge 1906–1912 („Weiße Jahrgänge“) gebildet wurde. Diese Jahrgänge, die nicht am Ersten Weltkrieg teilgenommen hatten, erhielt eine grobe militärische Ausbildung durch die Wehrmacht.
Dazu kamen Angehörige der Allgemeinen SS der Jahrgänge 1901–1905, die in die verstärkten SS-Totenkopfstandarten eingezogen und militärisch nicht ausgebildet wurden. Insgesamt sollte dieses 100.000 Mann der Allgemeinen SS betreffen. So sollten über 45-jährige SS-Mitglieder, die in den Stammabteilungen geführt wurden, nun als Wachmannschaften in den Konzentrationslagern eingesetzt werden. Diese dienten dort als Ersatz für die abgezogenen Mitglieder der Totenkopfverbände, die nun ihre Wehrpflicht ableisten mussten oder die sich zur SS-Totenkopf-Division gemeldet hatten.

## Verwendung und Aufgaben im Zweiten Weltkrieg, Germanische SS
Mit Ausbruch des Zweiten Weltkrieges hatte die Allgemeine SS ihren Zenit überschritten. Alle nach 1939 aufgestellten Fußstandarten, Reiterstandarten wurden schon seit 1936/37 nicht mehr aufgestellt, erreichten nicht einmal mehr den vorgeschriebenen Mindestpersonalbestand von 1000 SS-Männern. Vor dem Krieg hatte dieser bei etwa 3000 Mann gelegen.
Die in Deutschland verbliebenen Angehörigen der Allgemeinen SS übernahmen zunehmend über Dienstverpflichtung Sicherungsaufgaben und wurden vereinzelt auch in den Katastrophenschutz eingebunden, wo sie „Einsatzstürme z.b.V“, zur besonderen Verwendung, bildeten.
Ab 1940 wurde ihr auch eine Gliederung zur Seite gestellt, die als Germanische SS bezeichnet wurde. Dieser Organisation, die der reichsdeutschen Allgemeinen SS nachempfunden war und sich stark an dieser orientierte, gehörten SS-ähnliche Formationen in Belgien, den Niederlanden, Dänemark und Norwegen an, deren Angehörige zumeist in der Waffen-SS dienten.
Bis Oktober 1944 waren die Angehörigen der Allgemeinen SS nicht aktiv in Kriegseinsätze eingebunden. Dieses änderte sich mit der Aufstellung des Volkssturms: In ihren schwarzen Vorkriegsuniformen wurden nun ältere SS-Angehörige eingesetzt, die mit veralteten schwarzen Stahlhelmen des Modells M16 ausgestattet wurden. Über ihre Hakenkreuzarmbinde trugen sie zudem eine Armbinde mit der Aufschrift „Deutscher Volkssturm“, der sie als offizielle Kombattanten aufseiten der Wehrmacht erscheinen ließen.

## Kriegsende
Nach der bedingungslosen Kapitulation der Wehrmacht am 7./8. Mai 1945 wurde die Allgemeine SS in den Nürnberger Prozessen angeklagt. Es wurde festgestellt, dass sie Mutterorganisation der verbrecherischen Waffen-SS und des Sicherheitsdienstes des Reichsführers SS gewesen sei, aus deren Reihen die Offiziere der Gestapo und der SS-Einsatzgruppen gekommen seien. An der Front seien viele ihrer jüngeren Angehörigen im Rahmen der Waffen-SS an zahlreichen Kriegsverbrechen beteiligt gewesen und die Allgemeine SS hätte sich im Sommer 1934 auch nicht gescheut, den von Adolf Hitler angeordneten Mord an der SA-Führung bedingungslos auszuführen.
Daher wurde sie auch als verbrecherische Organisation verurteilt und aufgelöst. Ausgenommen wurde nur die Reiter-SS, die in Nürnberg lediglich als „elitärer Reiterverein“ eingestuft wurde.

### Zeitgenössische Literatur
- Dienstaltersliste der Schutzstaffel der NSDAP, Stand vom 1. Oktober 1934, Hrsg. Personalabteilung des RF SS, Buchdruckerei Birkner, vorm. Hermes, München 1934. Reprint: Priv. Institut für Deutsche Phaleristik und Militärgeschichte, Osnabrück 2016, ISBN 978-3-95868-056-2.